# Herman Winkel
Herman Winkel (Schalkwijk, 23 september 1960 – 15 mei 1990) was een Nederlands wielrenner. Hij won enkele etappewedstrijden en overleed jong aan de gevolgen van een hartaanval.

## Overwinningen
1981
- Eindklassement Ronde van Luik

1982
- Eindklassement Ronde van de Isard (U23)